# Utricularia foliosa
Utricularia foliosa é uma espécie de planta do gênero Utricularia e da família Lentibulariaceae.

## Taxonomia
A espécie foi descrita em 1753 por Carl Linnaeus.
Os seguintes sinônimos já foram catalogados:
- Utricularia botecudorum  A.St.-Hil. & Girard
- Utricularia foliosa gracilis  Kamienski
- Utricularia guianensis  Splitg. ex De Vries
- Utricularia mixta  Barnhart
- Utricularia oligosperma  A.St.- Hil.
- Utricularia cernua  Hoffsgg. ex Benj.
- Utricularia rhodocnemis  Mart. ex Benj.
- Utricularia vulgaris  Vell.

## Forma de vida
É uma espécie aquática e herbácea.

## Descrição
Utricularia foliosa é facilmente reconhecida pelas folhas pluriramificadas, escapo inflado, corola amarela com lábio superior oboval-deltoide, plano, inteiro, lábio inferior bilobado, pedicelos deflexos nos frutos e frutos indeiscentes.
| Folha                                        | Folha                                                                     |
| -------------------------------------------- | ------------------------------------------------------------------------- |
| forma                                        | capilar dicotômica                                                        |
| forma das lâminas                            | não aplicável                                                             |
| nervura                                      | uninérvea                                                                 |
| inserção do pecíolo                          | não aplicável                                                             |
| forma do utrículo ( armadilha )              | ovoide                                                                    |
| posição da abertura do utrículo              | lateral                                                                   |
| apêndice e posição dos apêndices no utrículo | ausente/dorsal                                                            |
| tipo de apêndice do utrículo                 | ramificada/reto                                                           |
| Inflorescência                               |                                                                           |
| escama e bráctea                             | basifixa/base não auriculada/margem inteira                               |
| bractéola                                    | ausente                                                                   |
| Flor                                         |                                                                           |
| forma da sépala superior                     | oval                                                                      |
| forma da sépala inferior                     | oval                                                                      |
| margem do cálice                             | inteira                                                                   |
| nervura do cálice                            | inconspícua                                                               |
| cor da corola                                | amarela                                                                   |
| palato da corola                             | giboso/de cor amarela ou laranja                                          |
| lábio inferior da corola                     | bilobado                                                                  |
| cálcar                                       | cônico/reto/mais curto que o lábio inferior/ápice obtuso/ápice emarginado |
| Fruto                                        |                                                                           |
| deiscência                                   | indeiscente                                                               |
| Semente                                      |                                                                           |
| forma                                        | lenticular                                                                |

## Conservação
A espécie faz parte da Lista Vermelha das espécies ameaçadas do estado do Espírito Santo, no sudeste do Brasil. A lista foi publicada em 13 de junho de 2005 por intermédio do decreto estadual nº 1.499-R.

## Distribuição
A espécie é encontrada nos estados brasileiros de Acre, Alagoas, Amazonas, Amapá, Bahia, Ceará, Distrito Federal, Espírito Santo, Goiás, Maranhão, Minas Gerais, Mato Grosso do Sul, Mato Grosso, Pará, Paraíba , Pernambuco, Piauí, Paraná, Rio de Janeiro, Rio Grande do Norte, Rondônia, Roraima, Rio Grande do Sul, Santa Catarina, Sergipe, São Paulo e Tocantins.
A espécie é encontrada nos  domínios fitogeográficos de Floresta Amazônica, Caatinga, Cerrado, Mata Atlântica, Pampa e Pantanal, em regiões com vegetação de áreas antrópicas e vegetação aquática.